# Wydmuchówka (Pańków)
Wydmuchówka – część wsi Pańków w Polsce położona w województwie lubelskim, w powiecie tomaszowskim, w gminie Tarnawatka.
W latach 1975–1998 miejscowość administracyjnie należała do województwa zamojskiego.
Wierni Kościoła rzymskokatolickiego należą do parafii Krzyża Świętego w Szarowoli.